# Paleolimulidae
Paleolimulidae — родина членистоногих із ряду мечохвостів (Xiphosura). Скам'янілості відомі з Канади, США, Росії, Чехії, Великої Британії.